# Хуан Самбудіо Веласко
Хуан Самбудіо Веласко (ісп. Juan Zambudio Velasco; 25 листопада 1924, Мурсія — 21 січня 2004, Барселона) — іспанський футболіст, що грав на позиції воротаря, насамперед за «Барселону», у складі якої п'ять разів вигравав чемпіонат Іспанії.
По завершенні ігрової кар'єри — тренер.

## Клубна кар'єра
У дорослому футболі дебютував 1940 року виступами за команду «Мольєт», в якій провів два сезони.
Своєю грою за цю команду привернув увагу представників тренерського штабу «Барселони», до складу якої приєднався 1942 року. Дебютував за каталонську команду в сезоні 1943/44, а наступного сезону молодий воротар відстояв на воротах «Барси» вже у 17 з 26 матчів Ла-Ліги і здобув свій перший титул чемпіона Іспанії. Протягом наступних п'яти сезонів був основним голкіпером каталонської команди, ще двічі за цей період ставши чемпіоном країни. У сезоні 1947/48, пропустивши 31 гол у 26 матчах першості, здобув Трофей Самори як найнадійшніший воротар Ла-Ліги.
З 1949 року почав програвати конкуренцію за місце в основному складі Антоні Рамальєтсу і чемпіонські титули сезонів 1951/52 і 1952/53 здобув вже у статусі резервного воротаря. Загалом провів у «Барселоні» тринадцять сезонів, взявши участь у 170 іграх Ла-Ліги, крім п'яти чемпіонських титулів виборов за цей час три кубки країни.
Завершував ігрову кар'єру у друголіговій команді «Сабадель» у сезоні 1955/56. Згодом, вже тренуючи команду цього клубу, ще двічівиходив на поле у сезоні 1958/59.

## Кар'єра тренера
Проотягом 1958—1960 років тренував команду клубу «Сабадель».
Помер 21 січня 2004 року на 80-му році життя в Барселоні.

## Титули і досягнення

### Командні
- Чемпіон Іспанії (5):

«Барселона»: 1944/45, 1947/48, 1948/49, 1951/52, 1952/53
- Володар Кубка Іспанії (3):

«Барселона»: 1951, 1952, 1952/53
- Володар Кубка Еви Дуарте (4):

«Барселона»: 1945, 1948, 1952, 1953
- Володар Латинського кубка (1):

«Барселона»: 1949

### Особисті
- Трофей Самори (1): 1947/48